# Dall'alto dell'Apostolico Seggio
Dall'alto dell'Apostolico Seggio, en latín, "Ab apostolici Solil", y en español, "Desde lo alto de la Sede Apostólica", es la trigésimo quinta encíclica del papa León XIII, datada el 15 de octubre de 1890; en ella se dirige a los obispos, al clero y a todos fieles italianos, expresando su dolor por el ataque a la Iglesia por parte de la masonería. La encíclica se publicó en italiano y en latín, muestra del deseo de que fuese bien conocida por todos los italianos.

## Contexto histórico
La masonería había sido ya condenada por León XIII, en varias de sus encíclicas: en Etsi Nos, del 19 de febrero de 1882, había señalado el papel que,  tras la unificación italiana, estaba desempeñando la masonería en la actitud de Reino de Italia hacia la Iglesia; Humanus genus, del 20 de abril de 1884, suponía una renovación de la condena de la masonería en la que señalaba los errores del naturalismo; también al tratar de la situación de la Iglesia en Baviera, en Officio sanctissimo, del 20 de septiembre de 1887, había prevenido del peligro del contagio entre los católicos de los errores de la masonería.
Ahora el papa, considera necesario advertir de modo expreso de este peligro a todos los católicos italianos, señalando las muestras del ataque a la Iglesia por parte de la masonería. Además de algunas medidas legislativas y de gobierno se refiere también a la erección del monumento a Giordano Bruno en Roma, en Campo dri Fiori, un hecho del que ya se había dolido en el Consistorio delebrado el 30 de junio de 1889:

Se difunden honores a un hombre doblemente apóstata, condenado como hereje, cuya obstinación contra la Iglesia ha arrastrado hasta en la muerte. Y por estos títulos se ha querido honrarlo, no obstante no resulta que en él existiesen dotes verdaderamente apreciables.
León XIII, alocución Quod nuper

## Contenido de la encíclica
El papa inicia la encíclica expresando la especial preocupación que siente por los católicos italianos

Dall’alto dell’Apostolico seggio, dove la Provvidenza divina Ci ha collocato per vegliare alla salvezza di tutti i popoli, il Nostro sguardo sovente si posa sopra l’Italia, nel cui seno Iddio, per atto di singolare predilezione, ha posto la sede del suo Vicario, e dalla quale peraltro Ci vengono al presente molteplici e sensibilissime amarezze.
Ab apostolici Solii celsitudine, ubi Nos ad prospiciendum saluti omnium populorum divina Providentia posuit, in Italia, cuius in sinu Deus Vicarii sui sedem, singularis ac praecipui amoris actu collocavit, et unde nihilominus multiplices Nobis, eaeque gravissimae moeroris causae proveniunt, noster saepenumero se Agit obtutus.
De lo alto de la Sede Apostólica, donde la divina Providencia Nos ha colocado para velar por la salvación de todos los pueblos, Nuestra mirada se posa frecuentemente sobre Italia, en cuyo seno, por arte de singular predilección puso Dios la Sede de su Vicario, y de donde, por otra parte, Nos vienen ahora múltiples y dolorosas amarguras.

No son los ataques directos al papa, y las calumnias que se difunden, lo que le hace volver a este tema; sino el daño que ocasionan a la Iglesia en Italia y el peligro que suponen esos hechos para la salvación de las almas.   

### Ataques a la religión
La encíclica se refiere, en concreto,  
- A la supresión de las órdenes religiosas; la apropiación de parte del patrimonio eclesíastico, gravando el resto con elevados tributos.
- Se exige además que los sacerdotes jóvenes presten servicio militar.
- La imposición del matrimonio civil, la eliminación de cualquier contenido religioso en la enseñanza de niños y jóvenes
- La tipificación como delitos de algunos actos que son deberes sagrados de los clérigos.
- Exclusión todo elemento católico de la administración de las obras pías, hospitales y escuelas.

Medidas similares se han ido tomando en otras naciones, pero el papa hace notar, la especial virulencia que presenta esta situación en Italia, y el papel que desempeña en estas cuestiones la masonería. En la encíclica recoge varias declaraciones y acuerdos formales de las logias que manifiestan la radicalidad de los objetivos que se proponen; así, por ejemplo, declaran: 

Debe hacerse sentir la influencia masónica y hacerse dueña de todo. Con esto se allanará la vía para abolir el Pontificado, y quedará Italia libre de su implacable y mortal enemigo; y Roma, que antes fue el centro de la teocracia universal, será desde hoy el centro de la secularización universal, y desde ella se promulgará para el mundo la Carta Magna de la libertad humana".
Dall'alto dell'Apostolico Seggio: ASS vol. XXIII, pp. 197-198.

### Respuesta necesaria
Ante esta situación, el papa vuelve a manifestar su enérgica protesta por estos abusos, y su disposición de poner los medios necesarios para evitar el daño a las almas, por esto exhorta a los obispos para que actúen en el mismo sentido: esforzándose por la formación de un clero lleno de celo por la educación de la juventud y la propagación de la verdad católica. Es preciso que los católicos conozcan las medidas persecutorias que padece la Iglesia, y que sean conscientes de su deber de defender la fe que profesan. Para esto se debe contar con una buena prensa. En concreto, la prensa católica debe ayudar a la acción de los Pastores y defender las obras católicas. Además, los fieles deben sostener y difundir esta prensa. En estas tareas han de tenerse en cuenta los criterios expuestos por el papa en sus encíclicas  Humanum genus y Sapientiae christianae,

### Beneficios que reporta la religión a la sociedad
El papa continúa la encíclica señalando el daño que esos ataques a la Iglesia producen en la sociedad, y por el contrario los beneficios que, para la paz social y el prestigio de Italia, proporciona las obras de la religión, al repercutir en una sana moral pública y privada; en el respeto a la autoridad y en el cumplimiento de los deberes ciudadanos. Una actitud del Estado respetuosa hacia al religión, redundaría en provecho de Italia, tanto en el interior, como ante las demás naciones. Sin embargo, se difunde, falazmente, la idea de que la Iglesia es enemiga de Italia; cuando la realidad es la contraria.

La verdad, que resulta clarísima de cuanto hemos dicho anteriormente, es que los católicos son los mejores amigos del propio país y que dan prueba de fuerte y veraz amor, no solamente a su Religión, sino a su Patria, diferenciándose en esto enteramente de las sectas, consagrándola su espíritu y sus obras, haciendo todos los esfuerzos porque Italia no pierda, antes bien conserve vigorosamente la fe; no combata a la Iglesia, sino que sea hija fiel de ella; no hostigue al Pontificado, sino que se reconcilie con él.
Dall'alto dell'Apostolico Seggio: ASS vol. XXIII, p. 205.

### Exhortación final
Concluye la encíclica exhortando de nuevo a los Obispos y pidiendo su colaboración para evitar el daño a las almas. Hace después un llamamiento a aquellos que, sin estar adheridos a la masonería, ni acoger sus ideas, ayudan a su política; así como a los jóvenes que fácilmente pueden ser captados por el error. Quiere persuadirles de que el camino que se está recorriendo es fatal para Italia, y que lo que mueve al papa a denunciar este peligro, el deber y el amor a la Patria.  